# Billy Rose's Jumbo
Billy Rose's Jumbo é o título de um filme estadunidense de 1962, em estilo musical, estrelado por Jimmy Durante, Doris Day, Martha Raye e Stephen Boyd, produzido pela MGM. Foi indicado para o Oscar da Academia pela adaptação musical feita por Rodgers and Hart. A coreografia foi de Busby Berkeley.

## Histórico
O título deriva de espetáculo homônimo da Broadway, no qual o filme foi baseado, que entrou em cartaz em 16 de novembro de 1935, sendo o último musical exibido no Hipódromo de Nova Iorque, antes de sua demolição. A peça foi produzida originalmente por Billy Rose.

## Elenco
- Doris Day como Kitty Wonder
- Stephen Boyd como Sam Rawlins
- Jimmy Durante como Anthony Wonder / 'Pop'
- Martha Raye como Lulu
- Dean Jagger como John Noble
- Joseph Waring como Harry
- Lynn Wood como Tina
- Charles Watts como Ellis
- James Chandler como Parsons
- Robert Burton como Madison
- Wilson Wood como Hank
- Norman Leavitt como Eddie
- Grady Sutton como motorista